# Simke Kloosterman
Simke Kloosterman, også kendt under pseudonym In Frysk Famke (født 25. november 1876 i Twijzel, død 5. december 1938 i Leeuwarden), var en frisisk forfatterinde. Hun er datter af Jan Ritskes Kloosterman (1847-1914), digter og lystgårdsejer, og Trijntje Beintema (1850-1916). Simke Kloosterman blev aldrig gift.

## Barndom
Simke var enebarn. Hun voksede op i en velstående familie, Kloosterman, i den frisiske landsby Twijzel og som ejede en bank i landsbyen og vedkendte sig den hollandsk-reformerte kirke. Simke og hendes forældre levede hos hendes farfar på dennes store gård i landsbyen. Senere flyttede familien i et eget - lejet - hus.
Simkes forældre levede mere eller mindre adskilt. Moderen havde været gravid i 4 måneder inden hun blev gift. Faderen nød tilværelsen i Twijzel og studerede naturen, frisisk poesi, møllebyggeri og var lejlighedsvis indehaver af bestyrelsesposter. Simkes moder var mere ambitiøs og flyttede med sin datter først til Leeuwarden i 1883, hvor Simke gik på en dyr privatskole, og seks år senere til Groningen, hvor Simke igen modtog privatundervisning. Hun fik også sang- og orgelundervisning og afsluttede sin uddannelse på en kostskole i Wijk bij Duurstede.

## Skribent på frisisk
Den ældste bevarede håndskrevne historie af Simke Kloosterman, "De sneeuw" (Sneen) stammer fra kort efter hendes 11-års fødselsdag. I 1896 offentliggjorde De Hollandsche Lelie, et ugentligt magasin for unge damer, det. Hendes første frisiske digt, "Winternocht" (Vinternat) fra 1895 blev trykt i 1898 under pseudonymet 'In Frysk Famke' i Sljucht en Rjucht, et ugentligt magasin redigeret af den frisiske sprogaktivist Waling Dijkstra. Dijkstra opfordrede hende efterfølgende til at skrive frisisk prosa. De historier, hun senere skrev under eget navn i Swanneblommen, en årbog udgivet af 'Frysk Selskip' for sprog og litteratur, blev samlet i 1910 i Ruth, in hânfol ieren. Hun blev nu medlem af denne strengt fisisk-talende forening som ‘jiffer S. Kloosterman’.
I 1914 døde hendes fader og i 1916 hendes moder, og hun kunne hun frit disponere over arven fra sine forældre. I september samme år fik hun en henvendelse fra den ekstremt ambitiøse frisiske digter og litterære kritiker Douwe Kalma. Han havde tidligere skrevet om udgivelsen Ruth og overbevist Kloosterman om at blive medlem af hans Jongfryske Mienskip, en klub af frisiske 'vrede unge mænd', som var fast besluttede på at ændre den hidtidige tone i frisisk litteratur. Kontakterne førte i 1918 til et kortvarigt engagement. Kalmas homoseksualitet var sandsynligvis årsagen til, at samlivet gik i opløsning igen, men Kloosterman fortsatte med at opretholde en venskabelig forbindelse med ham indtil hendes død.

### Historiske romaner
I 1921 offentliggjorde Kloosterman for egen regning den historiske nøgleroman De Hoara's fan Hastings (Hora-familien fra Hastings), en krønike om en familie fra Twijzeler bestående af lystgårdsejere. Heltinden Hester Hora står heri i modsætning til mændene i dette slægtsdynasti. I 1926 udgav hun den historiske roman It jubeljier, som foregår i den franske periode, og hvor hendes forfader, Bindert Jacobs Kloosterman, der var tilhænger af Wilhelm af Oranien, ledede et oprør mod de franske angribere. Det er formodet, at det var det mislykkede Troelstra-kup i 1918, som havde inspireret hende til at skrive denne roman.

### Digte
I 1932 udgav Simke Kloosterman sin eneste digtsamling: De Wylde Fûgel. Begyndelsen af titeldigtet, "Myn hert is in wylde fûgel" (Mit hjerte er en vild fugl) synes at være inspireret af L'amour est un oiseau rebelle fra operaen Carmen. Valget af motiv og inspiration kan hænge sammen med, at hun havde fået sangundervisning. Wylde Fûgel blev næppe så vellykket, som hun havde håbet, og hun beordrede efter sigende sin læge til at brænde indeholdet kort før sin død.

### Øvrige forfatterskab
I løbet af sit liv udgav Kloosterman flere samlinger af romaner og eventyr og endvidere en frisisk kogebog, De Fryske Petiele.

### Sidste år
I de sidste år boede Simke Kloosterman på Ibisstraat 45 i Leeuwarden. Hun led af mavekræft, samme sygdom, som hendes fader var død af. Kalma og Saakje Schaap-Wiersma, en ven tilbage fra tiden i hendes Twijzel, besøgte hende regelmæssigt i disse år. Simke Kloosterman døde i 1938 på Sinterklaas aften i Leeuwarder Sint Bonifatius-hospitalet i en alder af 62 år. Efter hendes eget ønske blev hun begravet i Twijzel den 9. december mellem sin fader og bedstefader.
Gravskriften over hende lyder: "yn har dierbare Fryske groun" ("Du har holdt Frisisk land dyrebart").

## Omdømme og arv
Simke Kloosterman blev gennem hele sit liv - sammen med digteren Rixt (et pseudonym for Hendrika van Dorssen) - regnet som en af de to "store damer" i frisisk litteratur.
Hendes hjem er i dag et fredet mindesmærke.

## Forfatterskab

### Romaner og noveller
- De Hoara's fen Hastings (1921)
- It Jubeljier: 1793-1813 (1927)
- Hengist en Horsa (1933)
- Ut de gielgoerde (1936)
- Ut de gielgoerde (1944)
- Ut de gielgoerde (1963)

### Digtsamlinger
- Ruth: In hân fol ieren (1910)
- De wylde fûgel (1932)
- Lisck fen Eijsinga (1941)
- Myn lân (1982)

### Andre udgivelser
- Twiljochtteltsjes (1928)
- Lyts Teltsjeboek for Fryske bern (1932-1933)
- Great Teltsjeboek for Fryske bern (med T. Hellinga-Zwart) (1932)
- Beppe yn ’e fleur (1936)
- De Fryske Petiele en hwet der op en yn leit (1938),
- Simke Kloosterman Spreuken (1962)
- De briefwiksel tusken Simke Kloosterman en Douwe Kalma (posthumt, redigeret brevveksling, 1976)